# Chemistry Central

Логотип видавництва

Chemistry Central — наукова платформа, започаткована видавництвом «Springer Science+Business Media», котра публікує наукові статті з хімії та надає повноцінний відкритий доступ — вільне користування і розповсюдження наукових творів за умови відповідного на них посилання. Chemistry Central є частиною платформи BioMed Central.

## Публікації
На базі Chemistry Central видається 6 фахових електронних журналів:
- «Chemistry Central Journal» (імпакт-фактор 2,19) — базове видання проекту, що розглядає питання в органічній та неорганічній хімії, аналітичній, біологічній, у матеріалознавстві та полімерах, науках про харчування;
- «Journal of Cheminformatics» (імпакт-фактор 4,55) — публікація наукових робіт з хімічних інформаційних систем, програмного забезпечення, комп'ютерної графіки і молекулярного дизайну, QSAR;
- «Geochemical Transactions» (імпакт-фактор  1,62) — офіційне видання Геохімічного відділення Американського хімічного товариства, що публікує статті з прикладної геохімії, біогеохімії, морської хімії і хімічної океанографії, астробіології;
- «Chemical and Biological Technologies in Agricultute» — збірка наукових робіт із вивчення хімічних і біохімічних процесів, покликаних збільшити ефективність аграрного сектору, із моніторингу довкілля і якості продукції, розробки органічних методів живлення ґрунтів;
- «Heritage Science» — публікація статей із матеріалознавчого дослідження пам'яток історії, розробки методів відновлення матеріалів, моделюванню біологічних і фізико-хімічних чинників, що впливають на деградацію матеріалів;
- «Sustainable Chemical Processes» — ресурс, присвячений науковим та інженерним роботам із запровадження технологій сталого розвитку, екологічніших і ощадливіших методів синтезу, альтернативних джерел енергії тощо.

Ще один журнал — «Journal of Systems Chemistry» — припинив свою діяльність у 2015 році, але всі опубліковані до того статті і статистика авторів знаходяться в архіві.
Згідно з політикою Chemistry Central усі публікації знаходяться у вільному доступі і дозволені для використання та розповсюдження за ліцензією Creative Commons. Та, на відміну від доступу, публікація у журналах не є безкоштовною: в залежності від обраного видання вартість публікації однієї статті коливатиметься у діапазоні €885—1465.